# Lista de regiões do Cazaquistão por IDH

Mapa das regiões do Cazaquistão por IDH em 2018.
> 0,835
0,835 – 0,811
0,810 – 0,805
< 0,805

Esta é uma lista de Regiões do Cazaquistão por Índice de Desenvolvimento Humano a partir de 2020 com dados para o ano de 2018.
| Posição        | Região                                           | IDH (2018)     | País comparável (2018) |
| IDH muito alto | IDH muito alto                                   | IDH muito alto | IDH muito alto         |
| -------------- | ------------------------------------------------ | -------------- | ---------------------- |
| 1              | Cidade de Almaty                                 | 0,848          | Catar                  |
| 2              | Karaganda                                        | 0,838          | Bahrein                |
| 3              | Akmola, Kostanay, Pavlodar, Norte do Cazaquistão | 0,831          | Argentina              |
| –              | Cazaquistão                                      | 0,817          | Bielorrússia           |
| 4              | Aktobe, Atyrau, Mangystau, Oeste do Cazaquistão  | 0,810          | Kuwait, Uruguai        |
| 5              | Leste do Cazaquistão                             | 0,804          | Malásia                |
| 6              | Almaty, Jambyl, Kyzylorda, Turquestão            | 0,801          | Seicheles              |